# اتکمیت
اتکمیت (انگلیسی: Attachmate) شرکت نرم‌افزار آمریکایی است، که در سال ۱۹۸۲ تأسیس شد. شرکت اتکمیت توسط فرانک پرتن، گرگ کالوئیست، دیوید لاکسون و برایان ویلسون تأسیس شد. این شرکت در زمینه توسعه و پشتیبانی نرم‌افزارهایی برای مدیریت دسترسی، مدیریت فایل، شبکه‌ها و ارتباطات فعالیت می‌کند. همچنین، این شرکت پس از تأسیس شرکت Novell در سال 1994، با ادغام با شرکت NetWare و Novell، به یکی از بزرگترین شرکت‌های نرم‌افزاری در زمینه شبکه‌ها و سیستم‌های اطلاعاتی تبدیل شد.